# 13-as busz (Szeged)
A szegedi 13-as jelzésű autóbusz Tarján, Víztorony tér és a Móravárosi Bevásárlóközpont között közlekedett. A járat csak munkanapokon kora reggeltől kora délutánig közlekedett. Az üzemidején kívül a 13A jelzésű betétjárat járt a Mars tértől, amely szombaton délelőtt meghosszabbított útvonalon körjáratként Alsóvárost is bejárta. A vonalat a DAKK Zrt. üzemeltette.

## Története
1985-ben a 13-as járat a Tarján, Víztorony tér – Szilléri sgt. – Nagykörút – Bakay Nándor utca – Textilművek útvonalon közlekedett. Az M13-as járat 1985-ben a Tarján, Víztorony tér – Makkosház – Rókus – Textilművek útvonalon járt.
1996-ban a 17-es járat megszűnésével a 13-as útvonala módosult, a Szilléri sugárút helyett a József Attila sugárúton járt.[forrás?] 1997-ben a Textilművek helyett hosszabb útvonalon, a móravárosi Gólya utcáig közlekedett a járat. A 13Y járat Tarjánból a Közlekedési Felügyeletig járt órás, kétórás követési időkkel. Útvonala a Kenyérgyári útig megegyezett a 13-as járatéval, utána a Vadaspark, Budalakk, Belvárosi temető, Ikarus, Kereskedelmi raktárak megállóhelyeket érintve érte el a Közlekedési Felügyeletet. A 13Y-os járat utolsó menetrendje szerint Tarján, Víztorony térről 6.20-kor, 7.20-kor, 9.20-kor, 11.20-kor, 13.20-kor, 14.20-kor, 15.20-kor, 16.20-kor és 17.20-kor, míg a Közlekedési Felügyelettől 6.45-kor, 7.45-kor, 9.45-kor, 11,45-kor, 13,45-kor, 14,45-kor, 15.45-kor, 16.45-kor és 17.45-kor indult. A 14, 15, 16 és 17 óra után közlekedő járatok csak a hetek utolsó munkanapja kivételével munkanapokon közlekedtek.
2004. július 5-étől a 13Y-nal összevonták, az útvonala lerövidült a Textilművekig, a Gólya utcához a 16-os járat közlekedett.
2011. június 16-ától a megszűnő 16-os helyett a 13-as Móravároson át a Móravárosi Bevásárlóközpontig közlekedett. 2011. július 6-ától a járat a József Attila sugárút helyett a Szilléri sugárúton járt. 2012 márciusától az útvonalat visszaváltoztatták, a Szilléri sugárút helyett újra a József Attila sugárúton közlekedik. 2016. június 15-én megszűnt, a Vásárhelyi Pál út és Mars tér közötti szakaszon a 7-es és a 7A trolibuszok közlekedtek helyette.
A móravárosi lakosság panaszai miatt elképzelhető, hogy a járat a jövőben újraindul.

## Útvonala
| Móravárosi Bevásárlóközpont felé | Tarján, Víztorony tér felé |
| --- | --- |
| Tarján, Víztorony tér vá. – Budapesti körút – József Attila sugárút – Brüsszeli körút – Berlini körút – Párizsi körút – Mars tér – Bakay Nándor utca – Vásárhelyi Pál utca – Kálvária sugárút – Katona József utca – Móravárosi körút – Móravárosi Bevásárlóközpont vá. | Móravárosi Bevásárlóközpont vá. – Móravárosi körút – Cserepes sor – Gólya utca – Szél utca – Katona József utca – Kálvária sugárút – Vásárhelyi Pál utca – Bakay Nándor utca – Mars tér – Párizsi körút – Berlini körút – Brüsszeli körút – József Attila sugárút – Budapesti körút – Tarján, Víztorony tér vá. |

## Megállóhelyei
Az átszállási kapcsolatok között a 13A jelzésű betétjárat nincs feltüntetve, ami a Mars tér és Móravárosi Bevásárlóközpont között közlekedett!
| 0  | Tarján, Víztorony tér végállomás                              | 25 | 10, 19 77, 77A, 84, 84A, 90, 90F, 90H                                                            |
| 1  | József Attila sugárút (Budapesti körút)                       | 24 | 3, 3F, 4 77, 77A, 84, 90, 90F, 90H                                                               |
| 3  | Deák Ferenc Gimnázium                                         | 22 | 3, 3F, 4                                                                                         |
| 5  | Retek utca                                                    | 21 | 3, 3F, 4 20, 20A, 21                                                                             |
| 7  | Sándor utca (↓) Dankó Pista utca (↑)                          | 20 | 3, 3F, 4 10 20, 20A, 73, 73Y, 77, 77A                                                            |
| 8  | Berlini körút                                                 | 18 | 5, 8, 9, 10, 19 21, 73, 73Y, 77, 77A                                                             |
| 10 | Hétvezér utca                                                 | 17 | 5, 9, 19 21, 73, 73Y, 77, 77A                                                                    |
| 12 | Mars tér (autóbusz-állomás)                                   | 15 | 5, 7, 9, 19 7F, 21, 60, 60Y, 64, 70, 71, 72, 73, 73Y, 74, 74A, 75, 76, 77, 77A, 78, 78A, 79, 79H |
| 13 | Londoni körút (Bakay Nándor utca)                             | 14 | 7                                                                                                |
| 14 | Huszár utca (Okmányiroda)                                     | 13 | 7                                                                                                |
| 15 | Mura utca                                                     | 12 | 7                                                                                                |
| ∫  | Vásárhelyi Pál utca (Bakay Nándor utca)                       | 11 | 7 90, 90F                                                                                        |
| 16 | Tisza Volán Zrt.                                              | 10 | 7 90, 90F                                                                                        |
| 17 | Kenyérgyári út (↓) Kálvária sugárút (Vásárhelyi Pál utca) (↑) | 9  | 90, 90F                                                                                          |
| 18 | II. Kórház                                                    | 8  | 3, 3F 36, 90, 90F                                                                                |
| 19 | Kálvária tér                                                  | 7  | 3, 3F 36, 90, 90F                                                                                |
| 20 | Alkony utca                                                   | 6  | 90, 90F                                                                                          |
| 21 | Hajnal utca                                                   | 5  | 90, 90F                                                                                          |
| 22 | Szél utca                                                     | 4  | 90, 90F                                                                                          |
| ∫  | Kolozsvári tér                                                | 3  | 90, 90F                                                                                          |
| ∫  | Gólya utca                                                    | 2  | 90, 90F                                                                                          |
| 23 | Cserepes sor                                                  | 1  | 90, 90F                                                                                          |
| 24 | Móravárosi Bevásárlóközpont végállomás                        | 0  |                                                                                                  |